# Suzan & Freek
Suzan & Freek sono un duo musicale olandese composto da Suzan Stortelder (Zieuwent, 1992) e Freek Rikkerink (Harreveld, 1993).

## Storia
Il duo inizialmente realizzava cover e le pubblicava settimanalmente su Facebook sotto il nome "De Minuut". Sono diventati virali in tutto il mondo nel 2016 con la loro cover di Don't Let Me Down dei Chainsmokers. Il 29 settembre 2017 hanno pubblicato il loro primo EP, intitolato Glass House Sessions, contenente cinque cover.
Il 2 novembre 2018, il duo ha pubblicato il primo inedito, Als het avond is. Nel 2019, il singolo è stato certificato tre volte disco di platino nei Paesi Bassi e due volte disco di platino in Belgio.
Il 27 settembre 2019 è stato pubblicato il primo album intitolato Gedeeld door ons, preceduto dal singolo Blauwe dag. L'album ha debuttato sia nei Paesi Bassi che nelle Fiandre alla posizione numero 2 nelle classifiche degli album più venduti. Con il loro tour Als het avond is, Suzan & Freek si sono esibiti in vari teatri dei Paesi Bassi a partire da settembre 2019.
Nella primavera del 2020 è uscito il singolo Weg van jou, che ha riscosso un buon successo commerciale nei Paesi Bassi e nelle Fiandre. A seguire, in estate è stato pubblicato il singolo De Overkant in collaborazione con il rapper Snelle. Il brano è dedicato alla loro regione natale, l'Achterhoek.
Nel marzo 2021 è stato pubblicato il singolo Goud, certificato disco di platino dei Paesi Bassi. Nel frattempo, il duo ha lavorato ad un nuovo album, pubblicato in ottobre con il titolo Dromen in kleur ed anticipato dal singolo Onderweg naar later. Il disco ha raggiunto il primo posto nella Mega Album Top 100.
All'inizio del 2022, Suzan & Freek hanno fatto un tour tutto esaurito in varie città dei Paesi Bassi. Nello stesso periodo, è stato pubblicato il singolo Honderd keer. Il 23 e 24 aprile 2022, il duo si è esibito per la prima volta in due concerti sold-out allo Ziggo Dome di Amsterdam.
Il 1 settembre 2022 è uscito il singolo Kwijt, il cui videoclip, pubblicato il giorno seguente, è stato realizzato dal duo durante una vacanza in Italia.
Il 27 maggio 2025, il duo ha annunciato tramite Instagram che a Freek era stato diagnosticato un cancro ai polmoni metastatico. Hanno anche annunciato che Suzan è incinta del loro primo figlio. Per questo motivo il duo canoro ha deciso di interrompere immediatamente le proprie esibizioni e attività.

## Formazione
- Suzan Stortelder – voce, tastiere
- Freek Rikkerink – voce, chitarra

## Discografia

### Album in studio
- 2019 – Gedeeld door ons
- 2021 – Dromen in kleur
- 2023 – Iemand van vroeger